# Akermann Silva
Francesco Andrés Akermann Silva (Venezuela, 7 de marzo de 1995) es un futbolista venezolano. Juega de mediocampista y su equipo actual es el Municipal Salamanca de la Tercera División A de Chile.

## Trayectoria
Nacido en Venezuela llegó a los siete años a Chile para vivir en Valparaíso. Ya en el puerto comienza a jugar fútbol y pasa a las divisiones inferiores de Santiago Wanderers dando el salto al primer equipo durante la Copa Chile 2012/13 al ser citado para el partido de vuelta frente a Unión La Calera pero no llegaría a jugar.
Para 2014 finalmente recalaría en Unión La Calera donde debutaría en la Copa Chile 2014/15 en la derrota de su equipo frente a Unión Española.
Estudió en el Colegio Leonardo Murialdo de Valparaíso durante parte de su enseñanza básica y media.

## Clubes
| Club                | País  | Año           |
| ------------------- | ----- | ------------- |
| Unión La Calera     | Chile | 2014-2016     |
| Brujas de Salamanca | Chile | 2016-presente |